# Oplysningsforbundet DEO
Demokrati i Europa Oplysningsforbundet (DEO) er et landsdækkende oplysningsforbund, hvis formål er at fremme debat og oplysning om demokrati og Den Europæiske Union. Oplysningsforbundet er ikke partipolitisk, men arbejder for at oplyse den danske befolkning, samt stille spørgsmål og skabe debat omhandlende EU. Ud fra en tankegang om demokrati og deltagelse, ønsker oplysningsforbundet at aktivere flest mulige i en fordomsfri debat om det europæiske samarbejdes under sloganet ”demokrati kræver deltagelse”. DEOs primære aktiviteter indebærer blandt andet offentlige debatmøder og konferencer, rejser til Bruxelles, Strasbourg og andre EU-lande, udgivelser af bøgerne Samfundstanker og udvikling af EU-undervisningsmateriale. Sidst men ikke mindst, uddeler DEO, sammen med Vartov, hvert år Ebbe Kløvedal Reichs demokratistafet.

## Historie, holdninger og handlinger
DEO har mottoet ”demokrati kræver deltagelse”. Derfor er oplysningsforbundets opfattelse, at demokrati er noget, der skal praktiseres og inviteres til. Det er ikke blot et ideal DEO arbejder for, men også en konkret praksis DEO arbejder med.
DEO blev startet i 2005 i et forsøg på at skabe et nuanceret grundlag for debat om EU. Motivationen var blandt andet, at langt størstedelen af det oplysnings- og informationsmateriale der var tilgængeligt før dette tidspunkt, kom fra EU's egne institutioner, politiske organisationer eller bevægelser med en erklæret positiv indstilling til EU. Eksempelvis modtog de pro-europæiske organisationer, Europabevægelsen og Nyt Europa, mere end 80% af bevillingssummen fra Folketingets Nævn vedrørende EU-oplysning før 2005. Derfor er det vigtigt at pointere, at DEO altid har været en uafhængig og politisk neutral organisation, som gerne samarbejder med alle, så længe det er på baggrund af en ærlig debat om EU. Udover at skabe debat, har DEO fra 2009 drevet projektet DEO-undervisning, der udvikler aktiverende undervisningsmaterialer og afholder temadage og efteruddannelse om EU i både grundskolen og på ungdomsuddannelser. Siden hen har DEO også udvidet med DEO-rejser og arrangerer nu årlige rejser til en række forskellige Europæiske lande.

## Opbygning – Medarbejdere og bestyrelse
DEO's sekretariatsleder er Rasmus Nørlem Sørensen, der også er ansvarshavende chefredaktør på bogserien Samfundstanker. Derudover, er DEO opdelt i tre hovedområder, Debat, Rejser og Undervisning. Herunder er Vibe Termansen arrangementschef for DEO-debat, og Kasper Tonsberg Schlie er undervisningschef for DEO-undervisning. I alt er der omkring ti faste medarbejdere hos DEO, samt et varierende antal af praktikanter og løntilskudsmedarbejdere. Ydermere, sidder en række forskere, journalister, EU-eksperter og repræsentanter fra oplysningsforbundet i bestyrelsen for DEO.

## Medlemmer og finansiering
DEO har i dag over 2.000 betalende medlemmer og flere end 10.000 modtager information og deltager i aktiviteter. I den forbindelse, bygger oplysningsforbundets arbejde i meget høj grad på frivilligt arrangement, men DEO modtager også økonomisk støtte.
DEO støttes af pulje A fra Europa-nævnet (Folketingets pulje vedrørende EU), - som også støtter Europabevægelsen, Nyt Europa og Folkebevægelsen mod EU - og søger også støtte fra diverse puljer til konkrete arrangementer. Støtten kommer fra puljer såsom EU’s Jean Monnet pulje under Erasmus + programmet, puljer fra Europa-nævnet. Derudover, støttes DEO af Europa-Kommissionen, Europa-Parlamentet, Undervisningsministeriet og Velux Fonden. Sidst men ikke mindst, er DEO medlem af Dansk Folkeoplysnings Samråd, hvor oplysningsforbundet fra tid til anden modtager mindre støttebeløb til folkeoplysende arrangementer.

## Hovedområder
Debat: Da DEO mener, at demokrati kræver deltagelse, inviterer oplysningsforbundet til debatter hvor politikere, eksperter og borgere mødes i en gensidig respektfuld og nuanceret dialog, der bidrager til viden og oplysning om EU, demokrati og europæisk politik. Herunder ligger også EU-Nyt. Tænketanken DEO er en folkelig tænketank, der har til formål at inddrage flere i debatten om EU og europæisk politiske udfordringer. DEO producerer tænketanken EU-Nyt, hvor der udarbejdes nyhedsartikler og politiske analyser til brug for alle i debatten om demokrati, EU og de europæiske lande.
Rejser: DEO arrangerer årligt rejser til en række EU-lande, med det formål at lære vores europæiske naboer at kende og dermed blive klogere på Europa. Under COVID-19 pandemien har DEO’s fysiske rejseaktivitet været i bero. Den har været afløst af online-rejser, en aktivitet, der er kommet for at blive. Fysisk rejseaktivitet er planlagt til at blive genoptaget i det små fra 2022.
Undervisning: DEO besøger årligt ca. 40 skoler og gymnasier, hvor der bliver holdt oplæg, gennemført rollespil og bliver debatteret. Derudover udvikler DEO-undervisning en masse forskellige populære temapakker gratis tilgængelige for lærere og institutioner landet over på Undervisning’s hjemmeside.

## Bogudgivelser
Oplysningsforbundet overtog i 2009 udgivelsen af månedsmagasinet NOTAT (tidligere Avisen Notat), der dengang blev udgivet af Folkebevægelsen mod EF, JuniBevægelsen og Fagbevægelsen mod unionen. Magasinet blev lukket i 2016 og erstattet af løbende bogudgivelser. Bogudgivelserne går under navnet ”Samfundstanker” og bliver udgivet flere gang årligt. Disse bøger sendes gratis til oplysningsforbundets medlemmer, men kan også findes på DEOs egen hjemmeside i formaterne e-bog og lydbog. Bogudgivelserne er;
-         Samfundstanker #1: Hvad vil vi med bankerne?
-         Samfundstanker #2: Er fri bevægelighed EU’s fremtid?
-         Samfundstanker #3: Sikkerhed i et åbent Europa?
-         Samfundstanker #4: Kan EU redde klimaet?
-         Samfundstanker #5: Hvordan demokratiserer vi EU?
-         Samfundstanker #6: Hvem skal betale skat?
-         Samfundstanker #7: Kan EU skabe fred i verden?
-         Samfundstanker #8: Er der arbejde til alle i fremtidens EU?
-         Samfundstanker #9: Vælgernes håndbog i EU
-         Samfundstanker #10: EU-valgets ti store spørgsmål
-         Samfundstanker #11: Skal hele Balkan med i EU?
-         Samfundstanker #12: Har EU råd til fremtiden?
-         Samfundstanker #13: Kan EU sikre retsstaten?
-         Samfundstanker #14: EU’s Green Deal
-         Samfundstanker #15: Hjælp dem i nærområderne?
-         Samfundstanker #16: EU: Sammen hver for sig?
-         Samfundstanker #17: 8 bud på EU’s fremtid
-         Don’t Panic – Analysis & Strategies on Right-Wing Populism

## Eksterne links
- Oplysningsforbundet DEO
- NOTAT – magasin om Demokrati & Europa